# UFC on ESPN: Santos vs. Hill
UFC on ESPN: Santos vs. Hill（ユーエフシー・オン・イーエスピーエヌ：サントス・バーサス・ヒル、別名UFC on ESPN 40）は、アメリカ合衆国の総合格闘技団体「UFC」の大会の一つ。2022年8月6日、ネバダ州ラスベガスのUFC APEXで開催された。

## 大会概要
本大会はチアゴ・サントスとジャマール・ヒルのライトヘビー級戦、モハメド・ウスマンとザック・パウガのThe Ultimate Fighter 30ヘビー級トーナメント決勝、ブローガン・ウォーカーとジュリアナ・ミラーのThe Ultimate Fighter 30女子フライ級トーナメント決勝が組まれた。
2014年11月8日のUFC Fight Night: Rockhold vs. Bisping以来、約7年9カ月ぶりとなる全カードがフィニッシュ決着の大会となった。また2試合目でのヴォンフルーチョークのフィニッシュは、UFC女子試合としては初となった。

## 試合結果

### プレリミナリーカード
第1試合 女子バンタム級 5分3R
○  マイラ・ブエノ・シウバ vs.  ステファニー・エッガー ×
1R 1:17 腕ひしぎ十字固め
第2試合 女子ストロー級 5分3R
○  コーリー・マッケンナ vs.  ミランダ・グレンジャー ×
2R 1:03 ヴォンフルーチョーク
第3試合 ウェルター級 5分3R
○  ブライアン・バトル vs.  佐藤天 ×
1R 0:44 KO（右ハイキック）
第4試合 ミドル級 5分3R
○  ミハル・オレクシェイチュク vs.  サム・アルビー ×
1R 1:56 TKO（左ストレート）

### メインカード
第5試合 ライト級 5分3R
○  テランス・マッキニー vs.  エリック・ゴンザレス ×
1R 2:17 リアネイキドチョーク
第6試合 ヘビー級 5分3R
○  セルゲイ・スピバック vs.  アウグスト・サカイ ×
2R 3:42 TKO（パウンド）
第7試合 TUF 30女子フライ級トーナメント決勝 5分3R
○  ジュリアナ・ミラー vs.  ブローガン・ウォーカー ×
3R 3:57 TKO（パウンド&肘打ち連打）
※ミラーが女子フライ級トーナメント優勝。
第8試合 TUF 30ヘビー級トーナメント決勝 5分3R
○  モハメド・ウスマン vs.  ザック・パウガ ×
2R 0:36 KO（左フック）
※ウスマンがヘビー級トーナメント優勝。
第9試合 ウェルター級 5分3R
○  ジェフ・ニール vs.  ビセンテ・ルケ ×
3R 2:01 KO（左ストレート）
第10試合 ライトヘビー級 5分5R
○  ジャマール・ヒル vs.  チアゴ・サントス ×
4R 2:31 TKO（グラウンドの肘打ち連打）

### 各賞
ファイト・オブ・ザ・ナイト：ジャマール・ヒル vs. チアゴ・サントス
パフォーマンス・オブ・ザ・ナイト：ジェフ・ニール、モハメド・ウスマン、ブライアン・バトル
各選手にはボーナスとして5万ドルが授与された。

### カード変更
負傷などによるカードの変更は以下の通り。